# Rightmove
Rightmove plc eller rightmove.co.uk er en britisk bolig-webportal og fast ejendoms hjemmeside.
Virksomheden blev etableret i år 2000 som et joint venture mellem fire af UK's største property agents: Halifax, Countrywide plc, Royal & Sun Alliance & Connells under navnet Rightmove.co.uk Limited. Virksomheden blev i 2006 børsnoteret på London Stock Exchange og skiftede samtidig navn til Rightmove plc.